# Velîka Doci, Borzna
Velîka Doci (în ucraineană Велика Доч) este o comună în raionul Borzna, regiunea Cernihiv, Ucraina, formată numai din satul de reședință.

## Demografie
Componența lingvistică a comunei Velîka Doci
     Ucraineană (97,1%)
     Rusă (2,52%)
     Alte limbi (0,38%)
Conform recensământului din 2001, majoritatea populației comunei Velîka Doci era vorbitoare de ucraineană (97,1%), existând în minoritate și vorbitori de rusă (2,52%).